# Werner Hardwig
Werner Hardwig (* 8. März 1907 in Giżycko; † 8. September 1989 in Hamburg) war ein deutscher Rechtswissenschaftler.

## Leben
Nach der Promotion am 31. Juli 1950 (Der materielle Gehalt des Verbrechens. Ein Beitrag zur materiellen Auffassung des Rechts) in Hamburg und der Habilitation (Die Zurechnung. Ein Zentralproblem des Strafrechts) 1952 ebenda lehrte er dort von 1954 bis 1959 als Privatdozent für Strafrecht und Rechtsphilosophie, von 1959 bis 1965 als außerplanmäßiger Professor für Strafrecht und Rechtsphilosophie und von 1965 bis 1972 als Professor für Strafrecht und Rechtsphilosophie.

## Schriften (Auswahl)
- Die Zurechnung. Ein Zentralproblem des Strafrechts. Berlin 1957, OCLC 1013948926.
- Rechtsphilosophie. Athen 1979, OCLC 604194900.
- Grundprobleme der Allgemeinen Strafrechtslehre. Kassel 1984, ISBN 3-922064-04-3.